# Gran Turismo (jogo eletrônico de 2009)
Gran Turismo (グランツーリスモ, Guran Tsūrisumo) é um jogo eletrônico simulador de corrida desenvolvido pela Polyphony Digital e publicado pela Sony Computer Entertainment. É um título derivado da série Gran Turismo e foi lançado exclusivamente para PlayStation Portable em 1º de outubro de 2009.